# Promylea
Promylea is een geslacht van vlinders van de familie snuitmotten (Pyralidae), uit de onderfamilie Phycitinae.

## Soorten
- P. dasystigma Dyar, 1922
- P. druceii Ragonot, 1888
- P. dyari Heinrich, 1956
- P. lunigerella Ragonot, 1887
- P. mindosis Dyar, 1922